# Nebe (film)
Nebe (v anglickém originále Heaven) je koprodukční dramatický film z roku 2002. Režisérem filmu je Tom Tykwer. Hlavní role ve filmu ztvárnili Cate Blanchett, Giovanni Ribisi, Remo Girone, Stefania Rocca a Alessandro Sperduti.

## Obsazení
| Cate Blanchett       | Philippa    |
| Giovanni Ribisi      | Filippo     |
| Remo Girone          | Otec        |
| Stefania Rocca       | Regina      |
| Alessandro Sperdutti | Ariel       |
| Mattia Sbragia       | major Pini  |
| Stefano Santospago   | pan Vendice |
| Alberto Di Stasio    | žalobce     |